# 1. Flieger-Division (1934–1935)
Die 1. Flieger-Division war ein Großverband der Luftwaffe der Wehrmacht. Es bestand keine organisatorische Verbindung zur 1. Flieger-Division (1938–1939) und zur 1. Flieger-Division (1942–1945).

## Geschichte
Die 1. Flieger-Division wurde am 1. April 1934 in Berlin gebildet. Sie war direkt dem Reichsluftfahrtministerium unterstellt. In ihr waren alle bis dahin aufgestellten fliegenden Verbände der Luftwaffe zusammengefasst. Am 31. März 1935 wurde sie aufgelöst.

## Personen

### Divisionskommandeur
| Dienstgrad | Name         | Datum                           |
| ---------- | ------------ | ------------------------------- |
| Oberst     | Hugo Sperrle | 1. April 1934 bis 31. März 1935 |

### Erster Generalstabsoffizier
| Dienstgrad | Name                        | Datum                           |
| ---------- | --------------------------- | ------------------------------- |
| Major      | Heinz-Hellmuth von Wühlisch | 1. April 1934 bis 31. März 1935 |

## Unterstellung
| Unterstellung              | von           | bis           |
| -------------------------- | ------------- | ------------- |
| Reichsluftfahrtministerium | 1. April 1934 | 31. März 1935 |